# Isidro Sánchez García-Figueras
Isidro Sánchez García-Figueras, conosciuto come Isidro (Barcellona, 17 dicembre 1936 – Siviglia, 2 settembre 2013), è stato un calciatore spagnolo, di ruolo difensore.

## Biografia
Sua moglie Carmen Flores, sorella della celebre Lola Flores, è un'attrice e interprete della Copla andalusa.
Suo figlio, Quique Sánchez Flores, è stato un calciatore e dopo il ritiro è diventato un allenatore.

## Caratteristiche tecniche
Giocava come terzino destro.

## Carriera

### Club

#### Real Betis
Esordì in Primera División con il Real Betis il 14 settembre 1958, in occasione della prima partita di campionato, vinta per 2-1 contro il Granada. Il 26 ottobre realizzò il suo primo gol, grazie al quale la squadra andalusa vinse per 2-1 contro il Celta de Vigo. Il 23 novembre, contro il Barcellona, fu espulso per la prima volta. Allenato da Antonio Barrios concluse la sua prima stagione a Siviglia con 27 presenze e un gol. Nella stagione successiva, guidato prima da Enrique Fernández e poi da Sabino Barinaga, segnò 5 gol in 15 partite, stabilendo il suo record di reti realizzate in una stagione. Nella stagione 1960-1961 l'allenatore Ferdinand Daučík lo mandò in campo sette volte.

#### Real Madrid
Isidro arrivò al Real Madrid nella stagione 1961-1962. Allenato da Miguel Muñoz, giocò 19 partite e contribuì alla vittoria della Coppa di Spagna e del campionato. Il 20 settembre 1961 esordì in Coppa dei Campioni contro gli ungheresi del Vasas Budapest. Il 25 ottobre segnò il gol del definitivo 9-0 contro il Boldklubben 1913, squadra con sede a Odense, in Danimarca. Gli spagnoli furono sconfitti in finale dal Benfica. Restò a Madrid fino alla stagione 1964-1965 e vinse altri tre campionati di fila. Nell'ultima stagione giocò solo la prima partita di campionato e il ritorno del primo turno della Coppa dei Campioni 1964-1965, vinto per 4-0 contro i danesi del Boldklubben 1909 dopo che il Real Madrid si era imposto per 2-5 in trasferta. Gli spagnoli vennero eliminati ai quarti di finale dal Benfica, squadra che perse la finale contro l'Inter.

#### Sabadell
Lasciato il Real Madrid, Isidro continuò a giocare in Primera División con la maglia del Centre d'Esports Sabadell Fútbol Club.
Esordì il 3 ottobre 1965, in occasione della quarta giornata di campionato, vinta dai catalani per 4-1 contro il Betis. Escluse tre partite saltate a gennaio, il terzino andaluso fu sempre schierato dall'allenatore Pasieguito nelle rimanenti partite di campionato, risultando, a fine stagione, uno dei giocatori più utilizzati dopo Ángel Sertucha e Luis Muñoz. Il Sabadell evitò la retrocessione battendo il Celta Vigo ai playoff. Nella stagione successiva fu sempre in campo nelle trenta partite di campionato e contribuì al raggiungimento dell'ottavo posto in classifica.
Il 4 febbraio 1968 segnò il suo unico gol in campionato con il Sabadell, in occasione del pareggio per 2-2 contro lo Sporting Gijón. Coppa delle Fiere 1969-1970 fu la prima e unica competizione a cui il Sabadell partecipò nella sua storia. Isidrò giocò entrambe le partite dei Trentaduesimi di finale, dove gli spagnoli furono eliminati dal Club Bruges con un risultato complessivo di 3-5. Si ritirò alla fine della stagione 1970-1971, giocando l'ultima partita il 28 marzo contro il Real Madrid.

## Palmarès

### Club

#### Competizioni nazionali
- Campionato spagnolo: 4

Real Madrid: 1961-1962, 1962-1963, 1963-1964, 1964-1965
- Coppa di Spagna: 1

Real Madrid: 1962